# 盘触拟蝇虎
盘触拟蝇虎（学名：Plexippoides discifer）为跳蛛科拟蝇虎属的动物。在中国大陆，分布于北京、浙江、山东、湖南、四川等地。该物种的模式产地在山东。